# Wilhelm Wiehe (1826–1884)
Anton Wilhelm Wiehe, född den 8 juli 1826 i Köpenhamn, död där den 4 januari 1884, var en dansk skådespelare, bror till Michael och Johan Wiehe.
Wiehe blev 1843 elev vid Det Kongelige och gjorde strax lycka i flera mindre roller genom sitt friska spel och fördelaktiga utseende, men erhöll detta oaktat inte tillräcklig verksamhet, varför han 1847–1848 anslöt sig till ett resande teatersällskap. Åren 1851-60 spelade han i Kristiania, där han fick tillfälle att lägga sin begåvning i dagen. Åren 1860-63 uppträdde han på Casino och 1863–1879 på Det Kongelige. 
Liksom brodern, till vars erkänt genialiska spel han dock inte ansågs höja sig, omfattade han med sin konst både det högre skådespelet och lustspelet. Han firade sina största triumfer i Oehlenschlägers hjälteroller och liknande partier. Wiehes bägge söner Wilhelm och Jacques uppehöll på sekundteatrarna med framgång släktens traditioner.